# وفن باخ (نویمارکت در فالتس علیا)

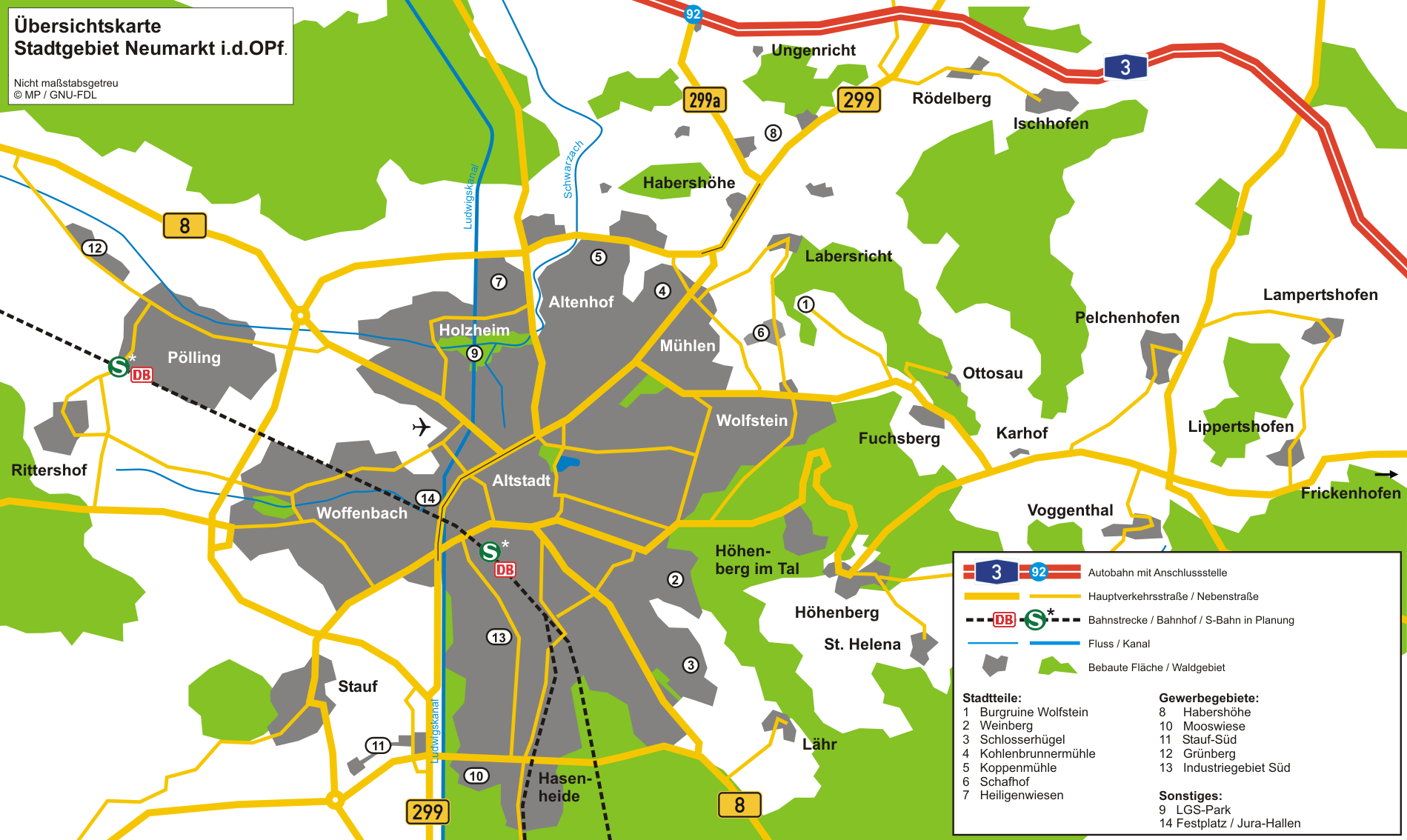
منطقه شهری از نویمارکت

وفن باخ (به آلمانی: Woffenbach) یک منطقه شهری از شهر نویمارکت در فالتس علیا (نویمارکت این در ابرفالتز) و در ایالت باواریا آلمان است. این منطقه از سال ۱۹۷۲ به منطقه مسکونی تبدیل و به شهر نویمارکت پیوسته است.

## محل
وفن‌باخ در ارتفاع ۴۳۰ متری در لبه غربی شهری نویمارکت واقع شده و با خط قطاری منطقه‌ای نورنبرگ - رگنسبورگ هم‌مرز است.

## تاریخچه

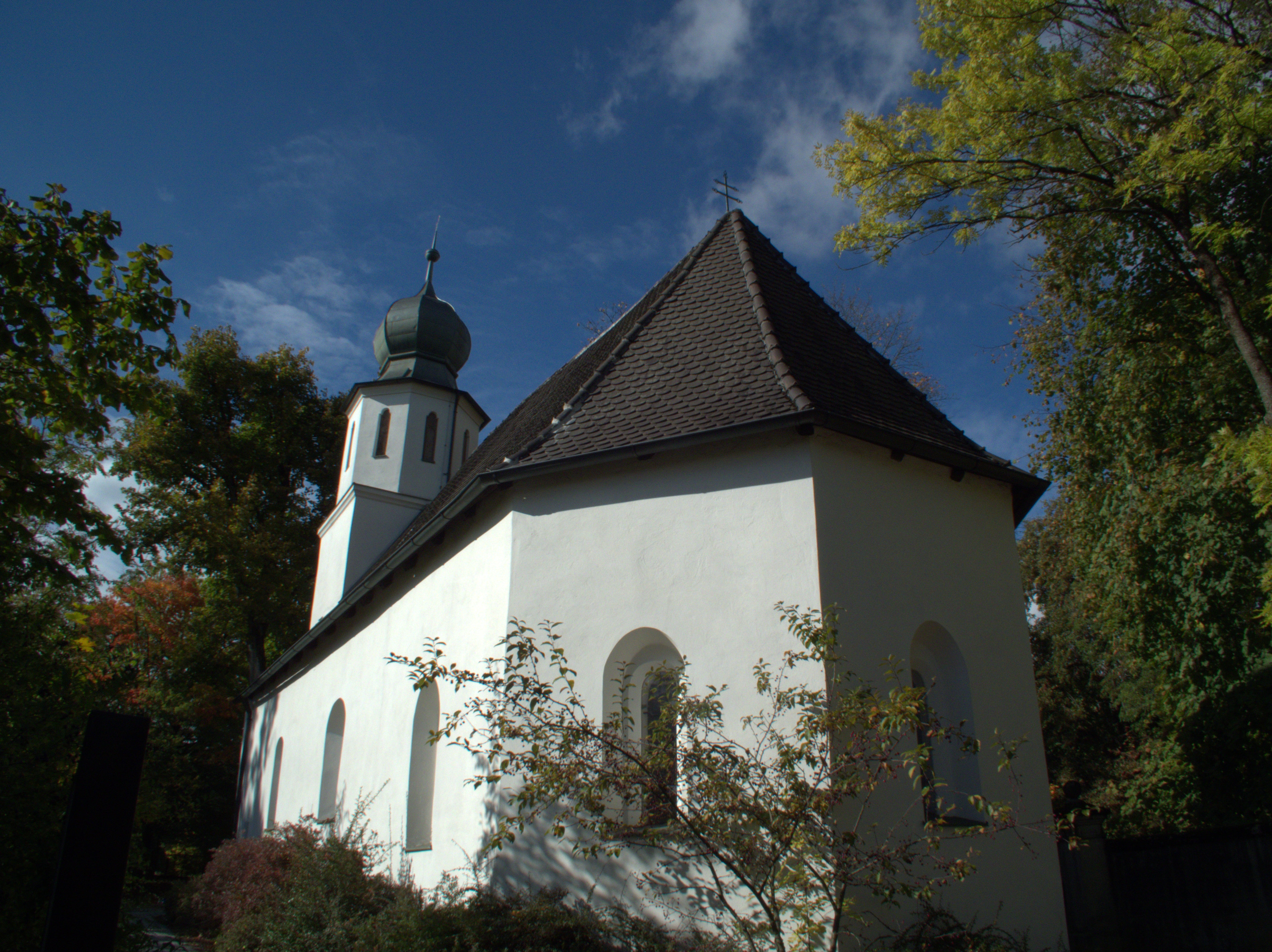
قلعه کلیسا در وفن‌باخ

سرآغاز وفن‌باخ روشن نیست و احتمال می‌رود برای اولین بار بین قرن هشتم و یازدهم میلادی عده‌ای در این قلمرو زندگی می‌کرده‌اند. به نظر می‌رسد بخش اول نام محل یعنی «وفن» از نام شخصی گرفته شده و شاید این فرد اهدا کننده زمین‌های این آبادی بوده است.

## رشد جمعیت
قبل از جنگ سی‌ساله ۱۶۴۸ شواهد نشان می‌دهد که ۴۳ خانواده در وفن باخ ساکن بوده‌اند و بعد از جنگ این تعداد به ۱۰ خانواده کاهش یافته است. پس از جنگ جهانی دوم جمعیت ساکن وفن‌باخ رشد قابل توجهی داشت و بعد از اصلاحات ارضی ژوئیه ۱۹۷۲ وفن‌باخ به بزرگترین منطقه شهری نویمارکت تبدیل شد.
| سال            | ساکنان |
| -------------- | ------ |
| ۱۹۰۵           | ۲۵۰    |
| ۱۹۴۵           | ۷۸۰    |
| ۱۹۵۰           | ۸۴۸    |
| ۱۹۶۲           | ۱۵۸۰   |
| ۳۰. ژوئن ۱۹۷۲  | ۲۲۵۲   |
| ۱. ژانویه ۲۰۰۵ | ۳۳۳۹   |

## لینک‌ها
- http://www.woffenbach.de/